# Lophocharis parva
Lophocharis parva är en hjuldjursart som beskrevs av Rudescu 1960. Lophocharis parva ingår i släktet Lophocharis och familjen Mytilinidae. Inga underarter finns listade i Catalogue of Life.